# Awaken the Guardian
Awaken the Guardian es el tercer álbum de Fates Warning. Fue lanzado en 1986, y posteriormente relanzado como un álbum doble junto a No Exit en 1992. Sería el último álbum con John Arch como vocalista.
El álbum fue remasterizado en 2005 con un disco extra de demos y pistas de audio en vivo de su presentación del 28 de diciembre de 1986, en Long Island, New York.
Fue el primer álbum lanzado por Metal Blade Records en el top 200 de Billboard, ubicándose en la posición 191.

## Lista de canciones
Todas las letras escritas por John Arch y Jim Matheos, excepto donde se indique, toda la música compuesta por Fates Warning. 
| N.º   | Título                                         | Duración |  |
| 1.    | «The Sorceress»                                | 5:43     |  |
| 2.    | «Valley of the Dolls»                          | 5:25     |  |
| 3.    | «Fata Morgana»                                 | 5:25     |  |
| 4.    | «Guardian»                                     | 7:33     |  |
| 5.    | «Prelude to Ruin»                              | 7:23     |  |
| 6.    | «Giant's Lore (Heart of Winter)» (Arch/Aresti) | 6:00     |  |
| 7.    | «Time Long Past» (instrumental)                | 1:50     |  |
| 8.    | «Exodus»                                       | 8:31     |  |
| 42:01 |                                                |          |  |

### 2005 Edición Deluxe bonus tracks
Segundo disco:
1. "The Sorceress (Demo)" - 5:27
2. "Valley of the Dolls (Demo)" - 5:33
3. "Prelude to Ruin (Demo)" - 7:06
4. "Fata Morgana (Live)" - 5:08
5. "Damnation (Live)" - 5:44
6. "The Apparition (Live)" - 5:57
7. "The Sorceress (Live)" - 4:51
8. "Guardian (Live)" - 6:40
9. "Die Young (Live)" - 4:04

Tercer Disco (DVD):

Live at Sundance, Long Island, NY
1. "Valley of the Dolls" - 4:28
2. "Pirates of the Underground" - 6:57
3. "Orphan Gypsy" - 6:25
4. "Fata Morgana" - 5:41
5. "Traveler in Time" - 6:17
6. "The Sorceress" - 4:37
7. "Guardian" - 6:54
8. "Prelude to Ruin" - 7:10
9. "Damnation" - 6:02
10. "The Apparition" - 6:00
11. "Die Young" - 3:24
12. "Kiss of Death" - 5:11

## Integrantes
- Frank Aresti - Guitarra
- Jim Matheos - Guitarra
- John Arch - Voz
- Joe DiBiase - Bajo
- Steve Zimmerman - Batería

## Asistentes
- Bill Metoyer (ingeniero)
- Scott Campbell (ing. asistente)
- Steve Himelfarb, (ing. asistente)
- Kevin Beauchamp (ing. asistente)
- Dave Obrizzo (ing. asistente)